# ويليام إل. لان
ويليام إل. لان (بالإنجليزية: William L. Lane)‏ هو مترجم الكتاب المقدس ‏ ومترجم أمريكي، ولد في 1931، وتوفي في 1999.